# Pelatge negre
Aquest article tracta dels cavalls de pelatge negre.

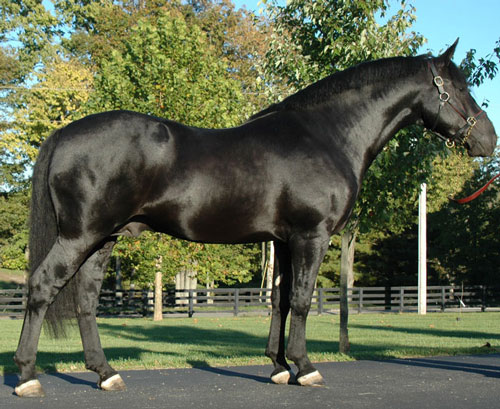
Cavall irlandès de tir de pelatge negre, sense cap marca blanca

Un cavall negre és el que té la pell negra, els pèls del cos negres, la cua i la crinera negres. Els ulls i els unglots són també negres. Les marques blanques facials i els bausans (sovint denominats singularitats o marques blanques singulars) no es tenen en compte a l'hora de definir un pelatge.
Els cavalls de pelatge negre es poden considerar segons dos punts de vista diferents: el tradicional (basat en l'aspecte exterior dels cavalls) i el genètic (basat en les causes genètiques).

## Els cavalls negres i el sol
Hi ha dues menes de cavalls negres:

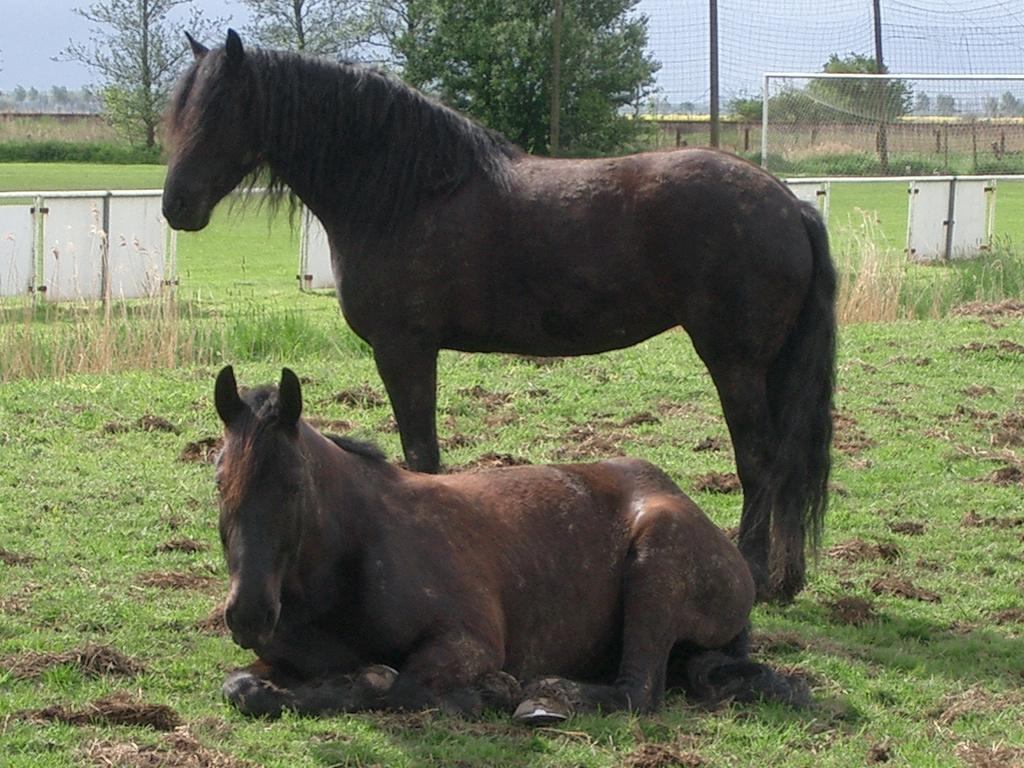
Dos cavalls frisons de pelatge negre decolorat pel sol

- els que es degraden de color exposats al sol
- els que no varien de color exposats al sol[1][2][3][4]

Les causes exactes dels tipus anteriors no es coneixen amb precisió. Des del punt de vista estètic i comercial són més desitjables els pelatges que no es degraden sota l'acció solar. Però són molt més rars que els altres. Alguns cavalls genèticament negres, exposats als raigs del sol mostren un pelatge de color rogenc poc atractiu.

## Aspectes genètics
Hi ha dos gens que determinen (o "permeten") que un cavall sigui negre: el gen extensió i el gen agutí. De les tres possibilitats dels dos al·lels extensió (EE, Ee, ee), dues permeten que sigui genèticament negre: EE, Ee. Pel que fa al gen agutí, en la versió simplificada hi ha tres possibilitats: AA, Aa, aa. Només la darrera (aa) permet que un cavall sigui negre. En conclusió: els cavalls EEaa i Eeaa seran negres si no hi ha altres modificadors.

## "Pelatge de base" negre
Per a estudiar els pelatges derivats del negre és útil el concepte de "pelatge de base". (Per exemple: un pelatge diluït argentat real -el "negre argentat"- pot considerar-se el resultat de l'acció de la dilució argentada sobre el "pelatge de base" negre, un pelatge imaginari que ajuda a deduir l'aspecte del pelatge real. La dilució argentada només dilueix el pigment negre. La cua i la crinera queden "blanques" o "argentades". En els pèls del cos només queda el pigment roig, etc.).
Sobre el pelatge de base negre poden actuar les dilucions (formant els pelatges diluïts corresponents) i els patrons genèrics (donant lloc als pelatges que segueixen un patró sobre base negra).

### Pelatges diluïts
- Pelatge negre-fumat en una poltra jove
- Pelatge tobiano i negre-crem. Els pelatges negre-crem tenen la tonalitat d'un blanc trencat. En la figura les parts més "fosques"
- Pelatge "negre-dun", anomenat "pèl de rata", burell o cendrós
- Pelatge negre-argentat (varietat "grisa rodada")
- Pelatge negre-argentat (varietat xocolata rodada)
- Pelatge negre-champagne ("Black Champagne", "Classic Champagne" en anglès)

### Pelatges que segueixen un patró
- Pelatge negre-clapat
- Pelatge lleopard-negre (heterozigòtic)
- Pelatge "negre-ruà"
- Cavall jove negre-liart en fase inicial de canusir
- Pollí negre-liart i egua mare liarda canosa

## Terminologia tradicional
Els termes tradicionals són negre i moreu: cavall negre, egua negra; cavall moreu, egua moreua.
Moreu deriva de móra, el fruit de la morera negra o de l'esbarzer. En literatura i documents són freqüents les expressions "negre com móra".
Si el pelatge és negre lluent s'anomena negre atzabeja. Si tira a roig, negre rogenc o negre destintat. Si és del tot negre però no és lluent, negre mat. Si no té cap marca blanca, serà negre o negro mohíno en castellà.

## Races de cavalls amb pelatge negre
Algunes races són exclusivament negres: cavall frisó, cavall de Merens, cavall menorquí, cavall mallorquí, cavall català, cavall Murgese...
Des del punt de vista numèric el pelatge negre és relativament rar. En el cas dels Mustang, la proporció de cavalls negres és relativament alta. Això potser implica una proporció igualment alta de cavalls negres fundacionals i una supervivència comparable a la d'altres pelatges. O una taxa de supervivència superior a la d'altres pelatges.
A partir de la realitat indicada, una possible relació dels cavalls ferals americans amb el cavall negre català podria plantejar-se. Un misteri que ningú no ha explicat encara i que podria explicar-se amb anàlisis adequades.

## Teoria dels humors
Gairebé tots els llibres de cavalls de l'edat mitjana i del Reneixament exposaven la teoria dels humors. Teoria que atribuïa a cada cavall qualitats o defectes en funció del seu pelatge.
Segons la teoria dels humors, els cavalls negres no estaven ben considerats. Suposadament, el predomini de la flegma (humor malenconiós) els feia tristos, peresosos i de mal fiar.
No cal dir que es tractava d'una teoria errònia i que molts dels cavalls negres contemporanis de les obres esmentades foren cavalls magnífics.

## Cavalls negres famosos
Un dels primers, per ordre cronològic, fou Bucèfal, el cavall d'Alexandre el Gran. Negre com la nit era Shabdiz, el corser de Còsroes II, el més veloç de tot l'Imperi persa.
Altres cavalls negres notables:
- Draco, de l'emperador Frederic II del Sacre Imperi romanogermànic
- El cavall del bovatge de Pere el Gran
- Morello, de Lorenzo de Medici
- Moreau, de Carles I de Borgonya
- Savoye, de Carles VIII de França
- Núvol negre, de Selim I
- Favorito, un dels cavalls Gonzaga, vencedor de moltes curses
- Sultano, de Giovanni de Medici